# Киселёва, Наталья Викторовна
Наталья Викторовна Киселёва (род. 1983) — российская журналистка, продюсер, общественный деятель, инициатор и координатор оказания волонтёрской и гуманитарной помощи во время наводнения 2012 года в городе Крымске Краснодарского края, автор социально-благотворительного проекта «Уроки доброты». Несколько лет сотрудничала с фондом помощи детям «Обнаженные сердца».
Работала журналистом, сотрудничая со многими новостными и глянцевыми изданиями, среди которых ИД «Коммерсантъ», «Огонёк», ИД «Афиша», «Сноб», «BBC Русская служба», «BBC UK», телеканал «Дождь», радио «Маяк», «Коммерсантъ FM», «Сити FM», «Серебряный дождь», «Vogue», «Marie Claire», «Cosmopolitan», «ELLE», «OK!», журнал авиакомпании «Аэрофлот».

## Биография
Родилась 15 апреля 1983 года в семье потомственного военного Виктора Владимировича Киселёва (25 мая 1951) и Натальи Васильевны Киселёвой (4 ноября 1950 — 18 февраля 1991). Семья военных часто переезжала. Когда Наталье было 8 лет, мать умерла от рака, её воспитанием занимался только отец. Одновременно с учёбой в общеобразовательной окончила Высшую заочную математическую школу при МГУ.
В 2005 году окончила математический факультет Тверского государственного университета, но специальности никогда не работала. С 2001 года начала работать тележурналистом в Твери, в 2006 году переехала в Москву. Училась на курсе «Драматургия кино и телевидения» АНО «Интерньюс».
7 июля 2012 года, после известия о наводнении в Краснодарском крае, а также узнав из социальных сетей, что Наталья Водянова собирает гуманитарную помощь и добровольцев, решила отправиться в пострадавший район в качестве волонтёра.

### Наводнение в Крымске
В Крымске провела 2 месяца. К работе в экстренных условиях чрезвычайной ситуации Наталья, несмотря на весь свой журналистский опыт, была не готова. Киселёва взяла на себя роль координатора: командовала разгрузкой и погрузкой, распределением.
Занималась новоприбывшими волонтёрами. Выезжала в места затопления — помогала тем, до кого ещё не дошла помощь. На месте, часто просто по телефону спасатели и военные врачи учили оказывать доврачебную помощь, она была нужна очень многим. Работа по 18 часов в сутки — тяжелая, как физически, так и психологически. Каждый день необходимо разговаривать сотнями людей, которые потеряли близких, находятся в состоянии шока. Тогда же она стала вести дневник, который стал хроникой событий в
Крымске.
Позже Наталья стала руководить лагерем «Добрый». Ей и другим волонтёрам пришлось доставать тепловые пушки для сушки домов, учить жителей ими пользоваться, а также взять на себя роль спикера, который открыто говорил о проблемах пострадавших. За помощь в ликвидации последствий наводнения награждена Почетной грамотой от МЧС России и была номинирована на Премию «Новая интеллигенция» в номинации «Поступок года» газеты «Московские новости».
Из диктофонных записей разговоров с пострадавшими Наталья Киселёва пишет книгу о своем волонтерском опыте. По расшифровкам этих разговоров Театр Станиславского планировал ставить спектакль в 2013 году, но из-за смены формата театра проект был приостановлен. Одна из главных героев документального фильма о трагедии в Крымске (ТНТ, 2013 год).

### Онкология
В июне 2014 года российские врачи обнаружили у Натальи онкологию. После операции в Москве она вылетела на химиотерапию в Израиль, в Тель-Авив. В июле того же года после лечения диагноз был снят. На основе своего опыта Наталья написала резонансную статью «Месяц со смертельным диагнозом».

### Благотворительная деятельность
В 2012 году, после возвращения из Крымска, Наталья создала социально-благотворительный проект «Уроки доброты». Его главная задача — дополнительное образование и развитие навыков детей из детских домов и малообеспеченных семей. Это система мастер-классов, направленная на раскрытие творческого потенциала, развитие творческих способностей, приобретение новых навыков, расширение кругозора, а также получение новых знаний в игровой форме. К проекту привлекаются волонтёры из Твери и Кирова. В октябре 2013 проект «Уроки доброты» приехал в Крымск, где в течение недели проходили мастер-классы по журналистике и актёрскому мастерству для детей, пострадавших от наводнения летом 2012 года.